# Emile Ford and the Checkmates
Emile Ford and the Checkmates waren eine britische Rock-and-Roll-Band der frühen 1960er Jahre.

## Bandgeschichte
In den frühen 1950er Jahren kam Emile Sweetman und seine Familie von Nassau auf den Bahamas nach England. Er ging auf das Paddington Technical College und lernte neben der Schule das Gitarrespielen. Beides verband er, indem er seine eigene Tonanlage entwickelte, die er bei seinen Auftritten mit seinen Brüdern an Stelle der üblichen Standard-Tonanlagen verwendete.
Als Musiker waren sie so gut, dass sie einen Talentwettbewerb des Musiklabels Pye Records in Soho gewannen und einen Plattenvertrag bekamen. Emile nannte sich "Emile Ford" und seine Band, die "Checkmates" bestanden aus seinen beiden Stiefbrüdern George und Dave, Ken Street, Pete Carter, Les Hart, Alan Hawkshaw und John Cuffley.
Ihre erste Single war eine zeitgemäßere Version des Liedes What Do You Want to Make Those Eyes at Me For. Das Lied war 1916 erstmals in der Broadway-Show Follow Me von Henry Lewis gesungen worden. Die Version von Emile Ford & the Checkmates wurde produziert vom legendären Joe Meek und schlug sofort ein. Ende 1959 wurde sie ein Nummer-eins-Hit in Großbritannien und das für sechs Wochen. 
Nach dem großen Erfolg versuchten sie sich weiter in der Neuaufnahme von Klassikern. Eine EP u. a. mit den Titeln Red Sails in the Sunset und Heavenly kam auf Platz 1 der EP-Charts. Und die zweite Single On a Slow Boat to China erreicht Platz 3 der Singles-Charts. Das Lied war 1948 bereits ein Millionenseller für Benny Goodman gewesen.
Drei weitere Singles konnte die Band 1960 noch in den Top 20 platzieren, darunter eine weitere Meek-Produktion, den Nummer-4-Hit Counting Teardrops, aber 1961 ging es langsam abwärts mit dem Erfolg. Einem anderen befreundeten Sänger, Jimmy Justice, verhalfen Emile und die Checkmates zum Einstieg ins Popgeschäft. Über denselben Wettbewerb und dieselbe Plattenfirma kam Jimmy zu seiner ersten Single, die von Ford wurde und auf der er von den Checkmates begleitet wurde. Justice hatte 1962 zwei Top-10-Hits. In diesem Jahr konnte sich auch Emile Ford solo mit I Wonder Who's Kissing Her Now noch ein letztes Mal in der Hitparade platzieren, dann wurde es mit dem Aufkommen der Beat-Musik ruhig um ihn und die Checkmates. 
Die beiden Brüder George Dave, die sich jetzt Sweetman-Ford nannten, sowie der Schlagzeuger Barry Reeves machten in der Band The Ferris Wheel weiter. Alan Hawkshaw hatte mit den Bands Fancy und Love and Kisses sowie solo Erfolge, arbeitet als Sessionmusiker für bekannte Künstler wie die Shadows, Barbra Streisand und Olivia Newton-John und komponierte außerdem Musik fürs Fernsehen.
Emile Ford war weiterhin als Sänger unterwegs, allerdings entwickelte es sich zum Trend, dass Musiker immer häufiger auf ihre eigenen Tonanlagen setzten und er als Pionier verlegte sich auf das Vermarkten seiner Anlage und seiner Erfahrung. Ende der 1960er siedelte er nach Skandinavien über und seit den 1990er Jahren lebte er in Kalifornien.

## What Do You Want to Make Those Eyes at Me For
Geschrieben wurde das Lied von Joseph McCarthy, Jimmy Monaco und Howard Johnson. Es ist nicht ganz klar, wer es zuerst sang. Der US-Amerikaner Henry Lewis, der in New York in der Broadway-Comedy-Show Follow Me bekannt wurde, hat es 1916 oder 1917 aufgenommen und möglicherweise in dem Musical gesungen. Von 1917 gibt es eine Aufnahme als Duett von den beiden populären US-Sängern Billy Murray und Ada Jones, möglicherweise später ebenfalls in einer Broadway-Show The Better 'Ole.
Weitere Versionen des Liedes gibt es von:
- Betty Hutton (1945), Ray Peterson (1960), Debbie Reynolds (1973), den Beatles, der Johnny Otis Show, Mickey Most, Ruby Wright u. a.

Ein weiteres Mal in die Charts kam das Lied 1987 in der Version von Shakin’ Stevens. Der Rockabillysänger, der ebenfalls auf Cover-Versionen spezialisiert war, hatte damit seinen letzten Top-10-Hit in Großbritannien.

## Mitglieder
- Emile Ford (* 16. Oktober 1937 in Castries, St. Lucia; † 11. April 2016 in London), Sänger und Gitarrist
- George Sweetman, Bassist
- Dave Sweetman, Saxophonist
- Ken Street, Gitarrist
- John Cuffley, Schlagzeug
- Peter Carter, Gitarrist
- Les Hart, Saxophonist
- Alan Hawkshaw, Pianist